# 긴엄지폄근 (발)
긴엄지폄근 또는 긴엄지발가락폄근(extensor hallucis longus muscle), 장무지신근(長拇趾伸筋)은 앞정강근과 긴발가락폄근 사이에 위치한 얇은 골격근이다. 엄지발가락을 펴고 발의 발등굽힘에 관여한다. 발의 가쪽번짐과 안쪽번짐을 돕기도 한다.

## 구조
긴엄지폄근은 종아리뼈 앞면의 중간 부분과 그에 인접한 뼈사이막에서 시작된다. 이는곳은 긴발가락폄근의 이는곳보다 안쪽에 위치한다. 긴엄지폄근은 닿는곳에서는 힘줄의 형태로 끝난다. 종아리 아래쪽을 지나며 힘줄이 된 긴엄지폄근은 아래폄근지지띠 아래쪽을 지나간다. 발목 부근에서 긴엄지폄근은 앞정강동맥과 정맥을 가쪽에서 안쪽으로 가로지른다. 발에서 긴엄지폄근의 힘줄은 발등의 안쪽에 위치한다. 발허리발가락관절 반대편에서, 힘줄은 양쪽으로 얇게 연장되어 관절면을 덮는다. 힘줄의 안쪽에서 연장된 섬유는 대개 몸쪽발가락뼈 바닥에 닿는다. 한편 닿는곳은 엄지발가락의 먼쪽발가락뼈 바닥이다.
온종아리신경의 가지인 깊은종아리신경(L5)이 긴엄지폄근의 운동신경으로 분포한다.
한편, 앞정강근과 긴엄지폄근의 사이로 앞정강동맥, 정맥과 깊은종아리신경이 지나간다.

## 작용
주된 작용은 엄지발가락을 펴는 것이다. 이차적인 작용으로는 발을 발등 쪽으로 굽힌다.

## 참고 문헌
이 문서는 현재 퍼블릭 도메인에 속하는 그레이 해부학 제20판(1918) page 481의 내용을 기초로 작성된 글이 포함되어 있습니다.
1. 1 2  Sinnatamby, Chummy (2011). 《Last's Anatomy》 12판. 144쪽. ISBN 978-0-7295-3752-0.